# Mattia Casse
Mattia Casse (ur. 19 lutego 1990 w Moncalieri) – włoski narciarz alpejski, trzykrotny medalista mistrzostw świata juniorów.

## Kariera
Po raz pierwszy na arenie międzynarodowej Mattia Casse zaprezentował się 20 grudnia 2005 roku podczas zawodów FIS Race we włoskim Sarentino. Zajął wtedy 60. miejsce w supergigancie. W 2009 roku wystartował na mistrzostwach świata juniorów w Garmisch-Partenkirchen, gdzie jego najlepszym wynikiem było dziewiąte miejsce w gigancie. Największe sukcesy w tej kategorii wiekowej osiągnął jednak podczas mistrzostw świata juniorów w Mont Blanc w 2010 roku, gdzie wywalczył brązowy medal w supergigancie, a w zjeździe był najlepszy.
W Pucharze Świata zadebiutował 29 grudnia 2009 roku w Bormio, gdzie zajął 31. miejsce w zjeździe. Pierwsze pucharowe punkty zdobył nieco ponad trzy miesiące później, 10 marca 2010 roku w niemieckim Garmisch-Partenkirchen, zajmując 22. pozycję w tej samej konkurencji. Na podium zawodów tego cyklu pierwszy raz stanął 17 grudnia 2022 roku w Val Gardena, kończąc zjazd na trzeciej pozycji. Wyprzedzili go jedynie Aleksander Aamodt Kilde z Norwegii i Francuz Johan Clarey. W sezonie 2022/2023 zajął 14. miejsce w klasyfikacji generalnej, a w klasyfikacji zjazdu był szósty.
W 2017 roku wystąpił na mistrzostwach świata w Sankt Moritz, gdzie jego najlepszym wynikiem było dziewiętnaste miejsce w supergigancie. Dwa lata później startował na mistrzostwach świata w Åre. Zajął tam 8. miejsce w supergigancie, 17. miejsce w zjeździe oraz 27. pozycję w superkombinacji.

## Osiągnięcia

### Mistrzostwa świata
| Miejsce | Dzień     | Rok  | Miejscowość        | Konkurencja          | Czas biegu | Strata | Zwycięzca          |
| ------- | --------- | ---- | ------------------ | -------------------- | ---------- | ------ | ------------------ |
| 19.     | 9 lutego  | 2017 | Sankt Moritz       | Supergigant          | 1:25,38    | +1,91  | Erik Guay          |
| 22.     | 12 lutego | 2017 | Sankt Moritz       | Zjazd                | 1:38,91    | +1,30  | Beat Feuz          |
| DNF2    | 13 lutego | 2017 | Sankt Moritz       | Superkombinacja      | 2:26,33    | -      | Luca Aerni         |
| 8.      | 6 lutego  | 2019 | Åre                | Supergigant          | 1:24,20    | +0,50  | Dominik Paris      |
| 17.     | 9 lutego  | 2019 | Åre                | Zjazd                | 1:19,98    | +1,37  | Kjetil Jansrud     |
| 27.     | 11 lutego | 2019 | Åre                | Superkombinacja      | 1:47,71    | +2,86  | Alexis Pinturault  |
| DNF     | 11 lutego | 2021 | Cortina d’Ampezzo  | Supergigant          | 1:19,41    | -      | Vincent Kriechmayr |
| DSQ1    | 7 lutego  | 2023 | Courchevel/Méribel | Kombinacja           | 1:53,31    | -      | Alexis Pinturault  |
| 13.     | 9 lutego  | 2023 | Courchevel/Méribel | Supergigant          | 1:07,22    | +1,10  | James Crawford     |
| 20.     | 12 lutego | 2023 | Courchevel/Méribel | Zjazd                | 1:47,05    | +1,83  | Marco Odermatt     |
| 23.     | 7 lutego  | 2025 | Saalbach           | Supergigant          | 1:24,57    | +2,82  | Marco Odermatt     |
| 22.     | 9 lutego  | 2025 | Saalbach           | Zjazd                | 1:40,68    | +1,81  | Franjo von Allmen  |
| 7.      | 12 lutego | 2025 | Saalbach           | Kombinacja drużynowa | 2:42,38    | +1,07  | Szwajcaria 1       |

### Mistrzostwa świata juniorów
| Miejsce | Dzień       | Rok  | Miejscowość       | Konkurencja | Czas biegu | Strata | Zwycięzca               |
| ------- | ----------- | ---- | ----------------- | ----------- | ---------- | ------ | ----------------------- |
| 21.     | 4 marca     | 2009 | Ga-Pa             | Supergigant | 1:16,64    | +1,98  | Manuel Kramer           |
| 22.     | 4 marca     | 2009 | Ga-Pa             | Zjazd       | 1:39,06    | +1,83  | Andy Plank              |
| 9.      | 5 marca     | 2009 | Ga-Pa             | Gigant      | 2:18,49    | +3,26  | Alexis Pinturault       |
| DNF2    | 6 marca     | 2009 | Ga-Pa             | Slalom      | 1:20,78    | -      | Jesper Riis-Johannessen |
| DNF1    | 31 stycznia | 2010 | Region Mont Blanc | Gigant      | 2:17,55    | -      | Mathieu Faivre          |
| 3.      | 1 lutego    | 2010 | Region Mont Blanc | Supergigant | 1:29,71    | +0,47  | Maxence Muzaton         |
| 6.      | 2 lutego    | 2010 | Region Mont Blanc | Slalom      | 1:30,97    | +1,65  | Reto Schmidiger         |
| 1.      | 4 lutego    | 2010 | Region Mont Blanc | Zjazd       | 1:19,32    | -      | -                       |

### Puchar Świata

#### Miejsca w klasyfikacji generalnej
- sezon 2009/2010: 155.
- sezon 2010/2011: 164.
- sezon 2011/2012: 92.
- sezon 2013/2014: 126.
- sezon 2014/2015: 85.
- sezon 2015/2016: 48.
- sezon 2016/2017: 109.
- sezon 2017/2018: 154.
- sezon 2018/2019: 77.
- sezon 2019/2020: 26.
- sezon 2021/2022: 55.
- sezon 2022/2023: 14.
- sezon 2023/2024: 21.
- sezon 2024/2025: 18.

#### Miejsca na podium w zawodach
1. Val Gardena – 17 grudnia 2022 (zjazd) – 3. miejsce
2. Wengen – 14 stycznia 2023 (zjazd) – 3. miejsce
3. Cortina d’Ampezzo – 28 stycznia 2023 (supergigant) – 3. miejsce
4. Val Gardena – 20 grudnia 2024 (supergigant) – 1. miejsce